# Krajka
Krajka (angl.: lace, něm.: Spitze) je plošná ozdobná textilie, vzdušná a průhledná, tvořená z nití a případně i látky, které tvoří ornamenty nebo kresby. Užívala se a užívá jako ozdoba svátečních šatů, dámského, stolního i ložního prádla, liturgických rouch a podobně.

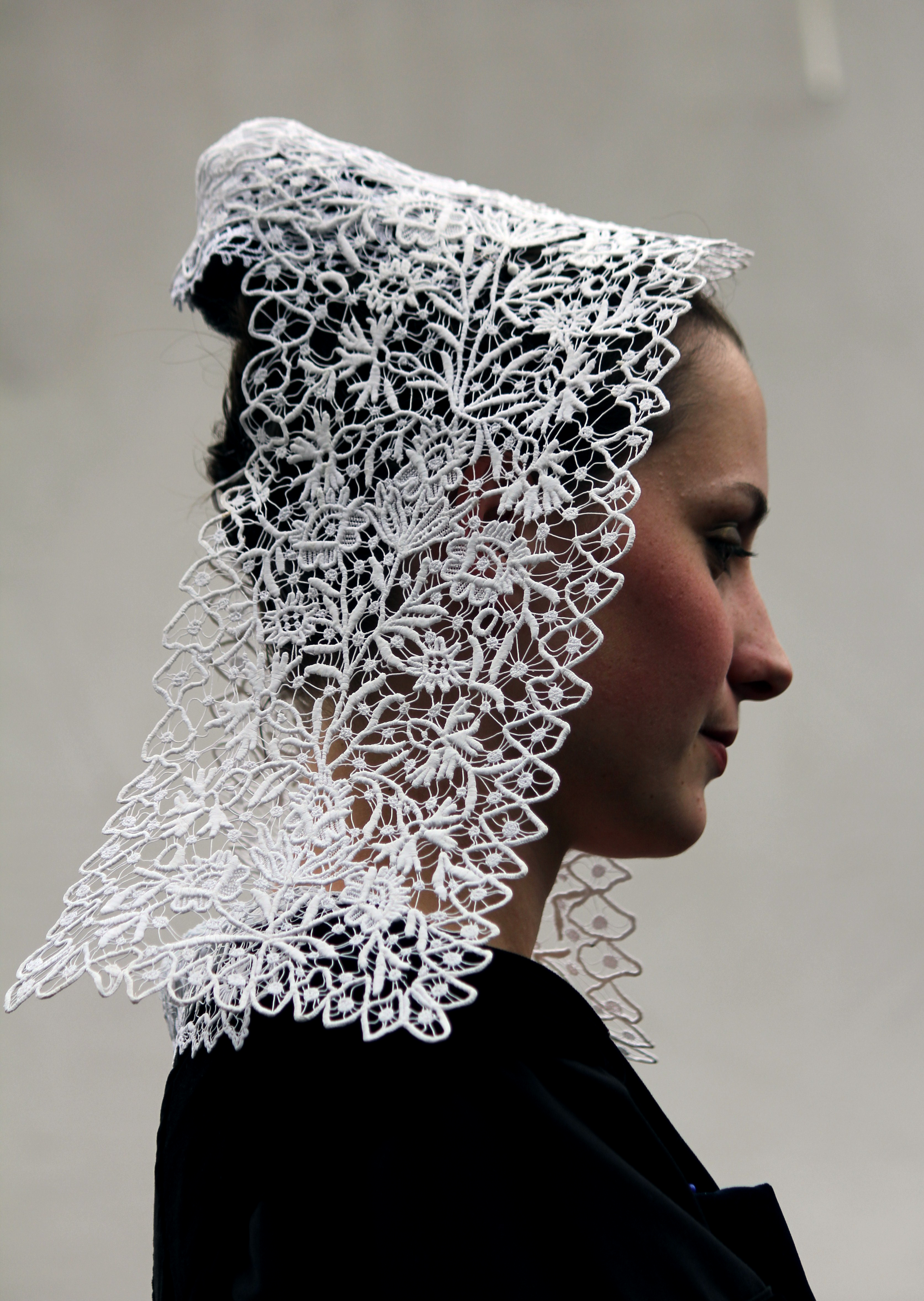
Krajka z Aiguilles, Francie

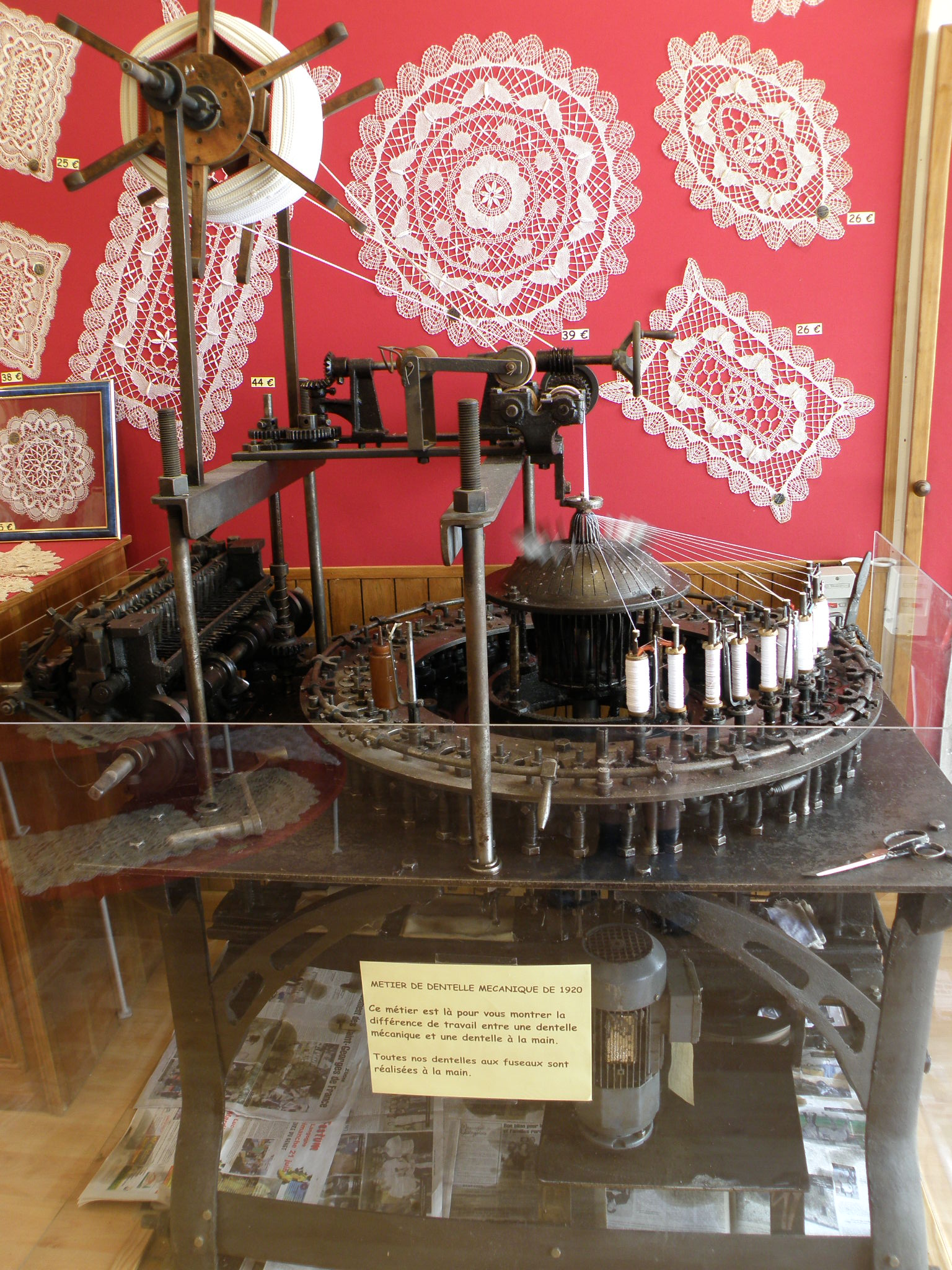
Krajkářská dílna (Francie, kolem 1920)

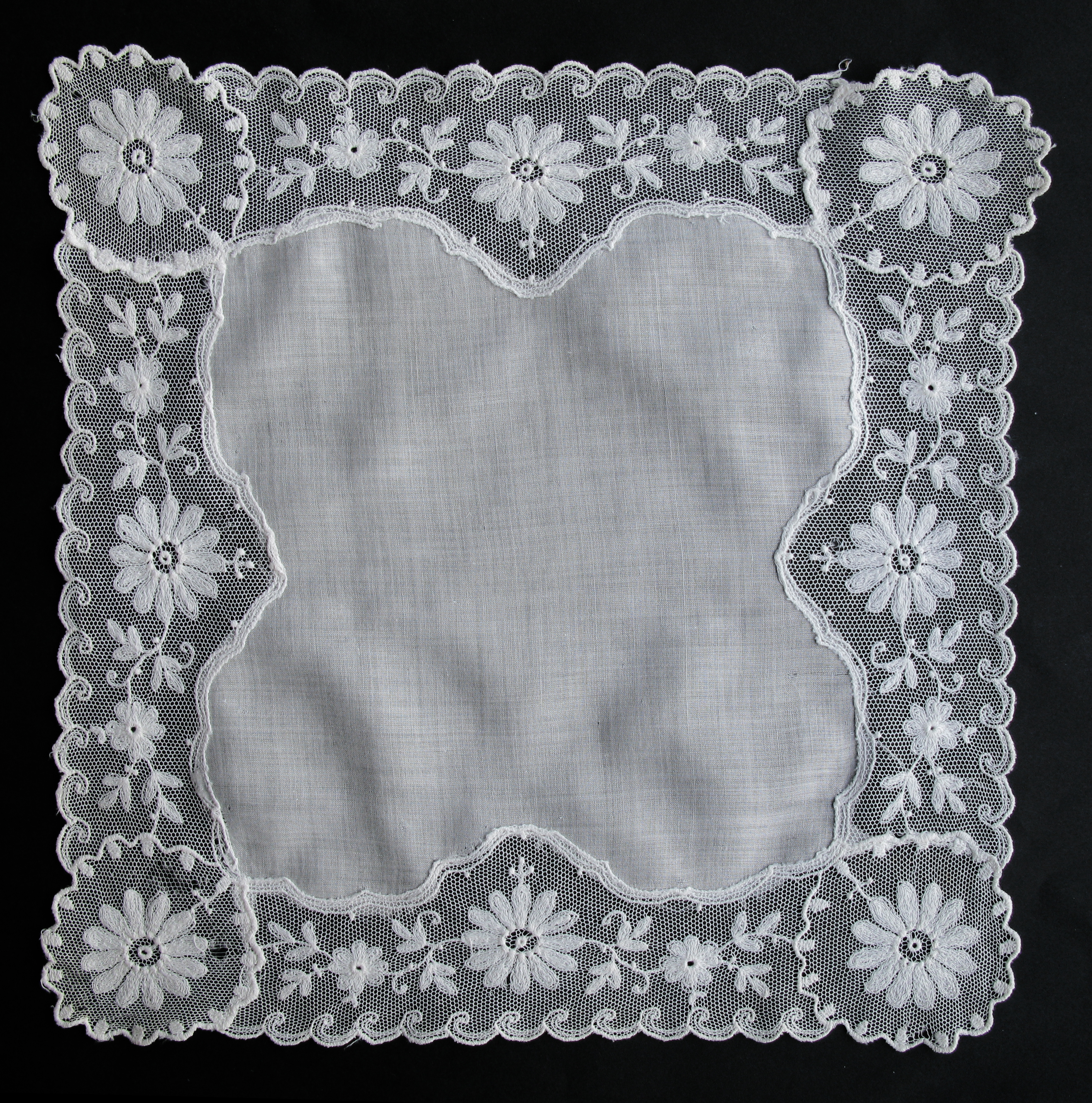
Ruční tylová krajka

## Definice krajky
Někteří odborníci považují za krajku jen ručně zhotovené textilie. Podle jiných definicí je např. krajka jen napůl „pravá“ jestliže se u ní paličkování nebo vyšívání provádělo na strojně vyrobeném tylu.
Přesná, všeobecně platná definice, resp. ohraničení asi neexistuje, protože mnoho krajek vzniká kombinací různých technik (pozamentování, vázání, splétání atd.), přechod od krajky k jiným druhům textilií je plynulý a názory odborníků na obsah pojmu krajka se rozcházejí.
V současné době (v roce 2013) jsou známé zejména dva popisy:
- Krajka je průhledná textilie ve tvaru stuhy o šířce do cca 25 cm s rovnými nebo zoubkovanými okraji.[1][2]

- Krajka je plošná textilie neomezené velikosti ve tvaru ornamentů s otvory vzorových forem, kterými prosvítá pozadí. Krajka se dá vyrábět ručně nebo strojně.[3]

Z této formulace vychází např. práce F. Schönera Spitzen uvedená v odkazech na literaturu, ze které jsou v následujícím článku odvozeny všechny základní údaje.

## Z historie krajky
V Evropě se všeobecně pokládá za zemi původu krajky Itálie, odkud se v 16. století začala rozšiřovat výroba krajek do dalších regionů. Jednotlivé nálezy (pletené krajky ve starém Egyptě, nástroje k paličkování ze 4. století n. l. na Kypru, sítované krajky z 12. století na Českomoravské vysočině aj.) svědčí o tom, že krajkářství bylo známé už mnohem dřív.
V 17. a 18. století se výroba krajek rozšířila zejména do Francie, Flander a Španělska. V roce 1768 zhotovil Angličan Hammond první stroj, na kterém se dala vyrábět síťovina na vyšívanou krajku a v roce 1809 byl v Anglii patentován první paličkovací stroj, v roce 1835 předvedl vynálezce Leavers bobinetový stroj s žakárovým ústrojím a v roce 1846 byl vynalezen stroj na krajkové záclony. Asi v roce 1845 byl představen vyšívací stroj Francouze Heilmanna. V roce 1896 začal pracovat člunečkový vyšívací automat Švýcara Gröbliho.
První paličkovací stroj pochází z roku 1748 od Angličana Walforda, výrobu krajek na těchto strojích umožnilo několik konstrukcí různých vynálezců v 80. letech 19. století. Nejstarší zachované exempláře strojně vyrobených krajek pocházejí z let 1769 a 1771 od Roberta Frosta z Nottinghamu (viz Galerie). Podle některých historiků měly být zhotoveny na (blíže nedefinovaných) pletacích strojích.

První prakticky použitelný osnovní pletací stroj postavil Angličan Redgate v roce 1859. Z toho se později vyvinul rašl, který je asi od poloviny 20. století zdaleka nejpoužívanějším strojem na výrobu krajek.
Na konci 20. století se sdružovalo na 2000 výrobců z 33 států v Mezinárodní organizaci pro (ručně) paličkovanou a šitou krajku.
V 21. století není známá žádná souhrnná informace ani o celkovém množství ani o rozsahu výroby ručně a strojně zhotovených krajek ve světě.

### České krajkářství
V Čechách bylo krajkářství od 16. století známé v Krušných horách a na Šumavě. V Orlických horách (Vamberk) se krajkářství rozšířilo zejména od poloviny 17. století, kdy se zde začala vyrábět varianta bruselské krajky. V roce 1860 se v českých zemích zabývalo (převážně domáckou) výrobou krajek asi 80 000 lidí. Od konce 19. století však odbyt krajkového zboží značně poklesl, tradice krajkářství se udržuje z větší části jen v amatérské výrobě a jako umělecké řemeslo. Ve 20. století zaznamenaly české oděvní výtvarnice se svými příspěvky k modernímu krajkářství řadu úspěchů na mezinárodních výstavách a soutěžích.
Na úseku průmyslové výroby začala výroba krajek v roce 1834 v Letovicích na Moravě (na bobinetových strojích pašovaných z Anglie) jako první továrna tohoto druhu na evropském kontinentě.
Na začátku 21. století existoval asi jediný český výrobce krajek v moravských Drnovicích.

## Vlastnosti a použití krajky
Za určující znaky krajky se pokládá druh ornamentu, hustota a struktura vzoru a (v menší míře) použitý materiál.
Způsob vzorování je z velké části závislý na technice zhotovení. Během historického vývoje vznikla z několika základních směrů nespočetná řada variant jak ručně, tak i strojně zhotovených druhů.
Z používaných materiálů převažuje u ručně zhotovených krajek bavlněná, lněná, případně pokovovaná příze nebo přírodní hedvábí, ve strojní výrobě jsou to hlavně polyesterové, polyakrylové a elastické filamenty v širokém rozsahu jemnosti cca 5–100 tex.
Krajkovina se používala už od středověku a stále ještě používá na oděvní doplňky nebo celé části oděvů, později k bytovým účelům (ubrusy, záclony apod.) a na punčochové výrobky.

## Ručně zhotovené krajky
Velké množství druhů se nejčastěji rozděluje podle techniky zhotovení. Patří k nim zejména:

### Šitá krajka
Základní prvek šité krajky je smyčkový steh, spojováním stehů z jedné niti se tvoří jednotlivé vzory. Modifikace šité krajky se dají rozdělit na:
- Orientální krajky se začátkem na kraji tkaniny a šité bez podložky, většinou jako lemování. Patří k nim vlastní orientální, arménská (viz snímek (1)).[8]

- Evropská krajka

Kontura zakresleného vzoru se připevní stehy šicí niti na tkanou podložku, smyčkami niti vyčnívajícími nad podložkou se provleče vodicí nit. Nad podložkou („ve vzduchu“) se pak vyplní plocha mezi okraji vzoru efekty z krajkových stehů (v odborných textech se popisuje
na čtyřicet druhů), hotový vzor se oddělí od podložky a spojí s dalšími jednotlivými vzory zhotovenými stejným způsobem.
Krajkářství tohoto druhu dosáhlo nejvyšší úroveň v Itálii, Francii a v Nizozemí. Příklady: retičela (viz snímek (4)), benátská krajka, point de gaze, point d'Alencon.
- Španělská krajka

Pracuje se také s podložkou, na tu se upevní vzor ve svém středu výšivkou stonkovým stehem. Na řádek stonkových stehů se přišije začátek dvojité kovové niti (gimpy), ta se pak ovíjí smyčkovými stehy z pestrého hedvábí a tvoří se z ní tvar části krajkového vzoru. Další části vzoru se napojují přišitím na stonkové stehy a hotový vzor se oddělí od podložky tak, že se přestřihnou stonkové stehy (viz snímek (2)).
- Hedebo

původem z Dánska, zhotovuje se buďto jako lemování nebo jako efekty všívané ve tkanině. Zhotovuje se technikou hedebo, obtáčecích nebo tylových stehů (viz snímek (3)).
- Tenerifa

zvaná také sluníčková (kruhový tvar vzoru s paprskovitě uspořádanými spoji).
Krajka se šije na podložce kruhového tvaru, která se od ní po zhotovení odstřihne.

### Paličkovaná krajka
Princip: vzájemné splétání velkého počtu nití v nejrůznějších směrech, sešikmení a seskávání nití ve vazbě krajky.
Nástroje: paličkovací polštář, paličky a špendlíky
Druhy vazeb (hody): splétací hod, tvarovací hod, plátýnko, síť, otvor
Z mnoha variant paličkované krajky je známá např.: bruselská, valencienská, duchesse, vamberecká

### Háčkovaná krajka
Princip: proplétání oček z jedné niti, vytváření smyček s pomocí háčkovací jehly
Druhy háčkovacích oček: řetízkové, pevné, sloupek, dvojité, svazková, obtáčená
Jednoduché, tuniské, filetové, vidličkové, tyčinkové, makramé irské (viz snímek(5))

### Pletená krajka
Pletená krajka se tvoří vzájemným provlékáním smyček a kliček za pomoci dvou a více jehlic. Krajka má rub a líc a je páratelná. Pletením se vyrábí jen velmi malá část krajek.
Pletení se dělí na tři úkony: nahození, pletení a odřetízkování.
Zvláštní efekty: Ovinuté očko, odnímání, zkřížení, zešikmení oček, přetahování oček, spletení více oček dohromady.

### Drhaná krajka
Drhání neboli makramé je jedna z nejstarších textilních technik. Základní prvek je uzlík, nejjednodušší vazba je tzv. organická třáseň, původně vzniklá svazováním nití odstávajících ze tkaniny.
Ke speciálním efektům patří např. křížové, řetízkové, perlové uzly, reliéfové obrazce z uzlíků („mouche“) a mnoho jiných. Příklad drhané krajky je na snímku. (15)
K původním technikám makramé se nepoužívaly žádné zvláštní nástroje, později se ke kombinacím s pozamenty nebo s paličkováním začaly používat háčkovací nebo šicí jehly, vázací polštáře aj.

### Frivolitková krajka
zvaná také occhi je charakteristická bohatými zdobenými vzory, které jsou tvořené z vázaných uzlíků, vytvarovaných do obloučků, slziček a kroužků.
Nejjednodušší varianta výroby frivolitek je vázání z člunku a klubíčka. (viz snímek(6)) Člunek funguje jako zásobník nitě. Složitější variantou je použití dvou člunků. Místo člunku je také možné použít jehlu – jedná se o tzv. šitou frivolitkovou krajku.

### Filetová krajka
Krajka se tvoří kombinací vázání (zhotovení sítě) a šití.
Síť se může zhotovit z jedné niti v několika formách ručně (čtyřúhelníky, pruhy, šikmo, do kruhu, zdobená) nebo strojově (vázání ze dvou nití). Na síť se používá skaná příze ze lnu, bavlny nebo i ze syntetických filamentů. Síť se napne do rámu zaplňuje „šitím“ resp. látáním za použití plátnového nebo látacího stehu, kterým se tvoří různé efekty, např. kníry, piké, gobelínový steh, smyčky aj. (viz snímek(7)).

### Pásková krajka
(point lace) se zhotovuje tak, že se (tkaný, pletený, háčkovaný nebo paličkovaný) pásek (líčko) zformuje do určitého vzoru, našije na podkladovou tkaninu a dále zpracovává podobně jako evropská krajka. Líčko se doplní resp. kombinuje s šitými nebo paličkovanými efekty (viz snímek (8)).

### Vyšívaná krajka
Základní element vyšívání je steh, který se používá v mnoha variantách. Známý je např. řetízkový, kroužkovací, plný steh a mnoho jiných.
Kombinací vyšívání s jinými technikami vznikají zvláštní druhy krajek, např.
- Tylová krajka se zhotovuje zvláštní technikou vyšívání, vplétáním niti do tylového podkladu.

Dotahovaná (point de Saxe) velmi jemná krajka na bavlněném batistu, vznikla v 18. století v Sasku.
- Ažurová krajka sestává z výšivek s nitěmi vytaženými ze lněné nebo bavlněné tkaniny v plátnové vazbě.

Jednoduchá ažura se vyšívá jen z osnovních nebo jen z útkových nití, dvojitá z obou systémů.
Ažura není všeobecně uznávána jako krajka.
- Vystřihovaná krajka – v hotových vzorech vyšitých na tkanině se vystřihují otvory.

Známý druh je např. richelieu (viz snímek(9)), ve kterém jsou do otvorů všívány pikotky.

## Strojní výroba krajek
V 21. století se k průmyslové výrobě krajek používá zejména rašl, bobinet, vyšívací stroj, paličkovací stroj a ojediněle galonový stávek nebo okrouhlý pletací stroj. Osnovní stávky se dají rovněž přizpůsobit na zhotovení krajkoviny, z posledních let však není jejich použití známé.

### Rašl
Vzorovací zařízení na rašlu jsou tak rozsáhlá, že se s jejich pomocí dají imitovat téměř všechny techniky ručně vyráběných krajek při vysokém výkonu stroje (nejméně 20 m2 pletené krajkoviny za hodinu).
Vzorování: kladecí jehly na vzorovacích lištách (až 90 na stroj), srážecí plech, zanášení útku, žakárové ústrojí.
Krajkovina z rašlů se používá zejména na záclony, ubrusy, svrchní oděvy, prádlo a lemovky.
Moderní stroje jsou většinou specializované na určitý druh použití, např.:
- Na rašlu s žakárovým ústrojím se dají vyrábět krajkové záclony s pracovní šířkou 330 cm při 700 obr./min. [23]
- Stroj se vzorovacími kladecími jehlami na 30 lištách může vyrábět při 340 cm prac. šířky např. tuhé nebo elastické krajkové stuhy (viz příklad na snímku (10)) při 800 otáčkách za minutu.[24]
- Na strojích s kladecími jehlami na 2 lištách pro základní vazbu, na 90 pro « jednoduché » vzorování a s jednou kladecí lištou řízenou žakárovým ústrojím se dá vyrábět krajkovina pro oděvní účely s pracovní šířkou cca 335 cm při 400 obr./min. (viz např. na šaty na snímku (11)).[25]

### Bobinetový stroj
Stroj napodobuje ruční paličkování. Princip bobinetové vazby: Drobný člunek s bobinovou nití se pohybuje diagonálně k osnově a obepíná dvě nebo více osnovních nití tak, že se tvoří síťový útvar. Vazba se může kombinovat dalším vzorovacími nitěmi, které se odvíjejí z cívek.
Vzorování na bobinetových strojích je obvykle řízeno žakárovým zařízením. (na snímku (12) jsou bobinetové stroje ze 60. let 20. století).
K vazebním efektům patří např.: centre gimp (z hrubších přízí), valenciennes (velmi jemná napodobenina valencienské krajky), imitace ručně paličkované chantilly aj.
Varianta bobinetu je (později vyvinutý) tzv. záclonový stroj, na kterém se dají zhotovovat vzory s otevřenější strukturou a větší střídou vazby.
K efektům vazební techniky na tomto stroji patří např.: single-tie, double-tie a double-action.
Zatímco bobinetové stroje měly pracovní šířku cca 5 m, obnášela pracovní šířka záclonových strojů více než 12 metrů. Poslední známé exempláře od obou typů stroje pocházejí asi z poslední třetiny 20. století, v současné době není známý žádný výrobce těchto zařízení.

### Strojní vyšívání
K vyšívání krajek se používají člunkové stroje, u kterých vyšívací steh tvoří spojení jehelní a člunkové niti s podkladovou textilií. Stehy (šicí, ploché, stonkové aj.) se lemují nebo zaplňují otvory v podkladu. Otvory jsou jeden ze základních elementů krajky, podle názvu techniky jejich zhotovení se pak označují druhy vyšívané krajky:
- Tylové – tyl jako podkladová textilie sestává z otvorů, tvar a velikost se musí jen přizpůsobit při jejich výrobě zamýšlenému vzoru krajky.
- Vrtané – otvory se do podkladu ve skutečnosti nevrtají, ale vpichují, vpichování se provádí přímo na člunkovém stroji.
- Leptané, česky nejčastěji zvané: vzdušné – podkladová textilie se na určitých místech zničí chemickými prostředky.
- Vystřihované – otvory vznikají stejným způsobem jako u ručně zhotovených výšivek.

Člunkové stroje se staví pro vyšívání pásů textilií o délce do cca 30 m, na kterých se pracuje synchronně až s 1100 vyšívacími hlavami. Moderní stroje dosahují teoreticky výkonu 600 stehů za minutu.
Vyšívací stroj z 80. let 20. století je na snímku (13) Funkce stroje je popsána v článku Vyšívání.

### Paličkovací stroj
Je v principu splétací stroj upravený tak, že na splétacím stole je částečně spojeno několik paličkovacích drah. Paličky se mohou pohybovat po vlastní dráze nebo přecházet na sousední a tak vzniká plošný výrobek z velkého počtu vzájemně seskávaných nití a různě tvarovaných otvorů.
Pohyb paliček je řízen přes systém magnetů elektronickým vzorovacím zařízením, pro složité vzory jsou stroje vybaveny žakárovým ústrojím.
Výkon moderních strojů: stuha široká 40 cm = cca 10 m/min., 4 cm š. = cca 40 m/min.
Základní vazební element je síť v mnoha variantách (mřížková, hrášková, bruselský tyl, torchon, hvězdicová atd.). Síť se vyplňuje překříženými nebo vzájemně seskanými nitěmi v různých tvarech a tloušťkách.

### Galonový stávek
je osnovní pletací stroj, který napodobuje háčkování. Princip vzorování: Osnovní niti tvoří řetízkovou vazbu, kterou se provlékají vzorovací útkové niti.
Ke speciálním vzorovacím zařízením patří např. tzv. ulitové jehly používané k tvorbě ornamentů.
Stroje se používají zejména k výrobě krajkových stuh.

### Okrouhlý pletací stroj
Na maloprůměrovém okrouhlém stroji se dají vyrábět např. módní krajkové punčochy a punčocháče (viz snímek (14)).
(Údaje k výrobní technologii nebyly dosud publikovány).

## Galerie krajek

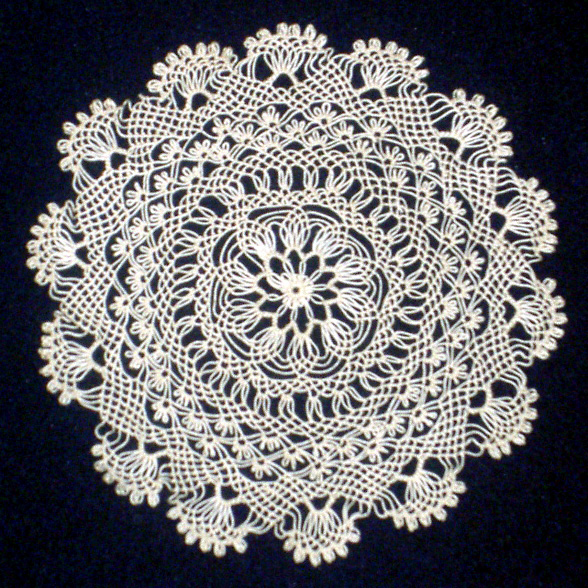
(1)Arménská šitá krajka
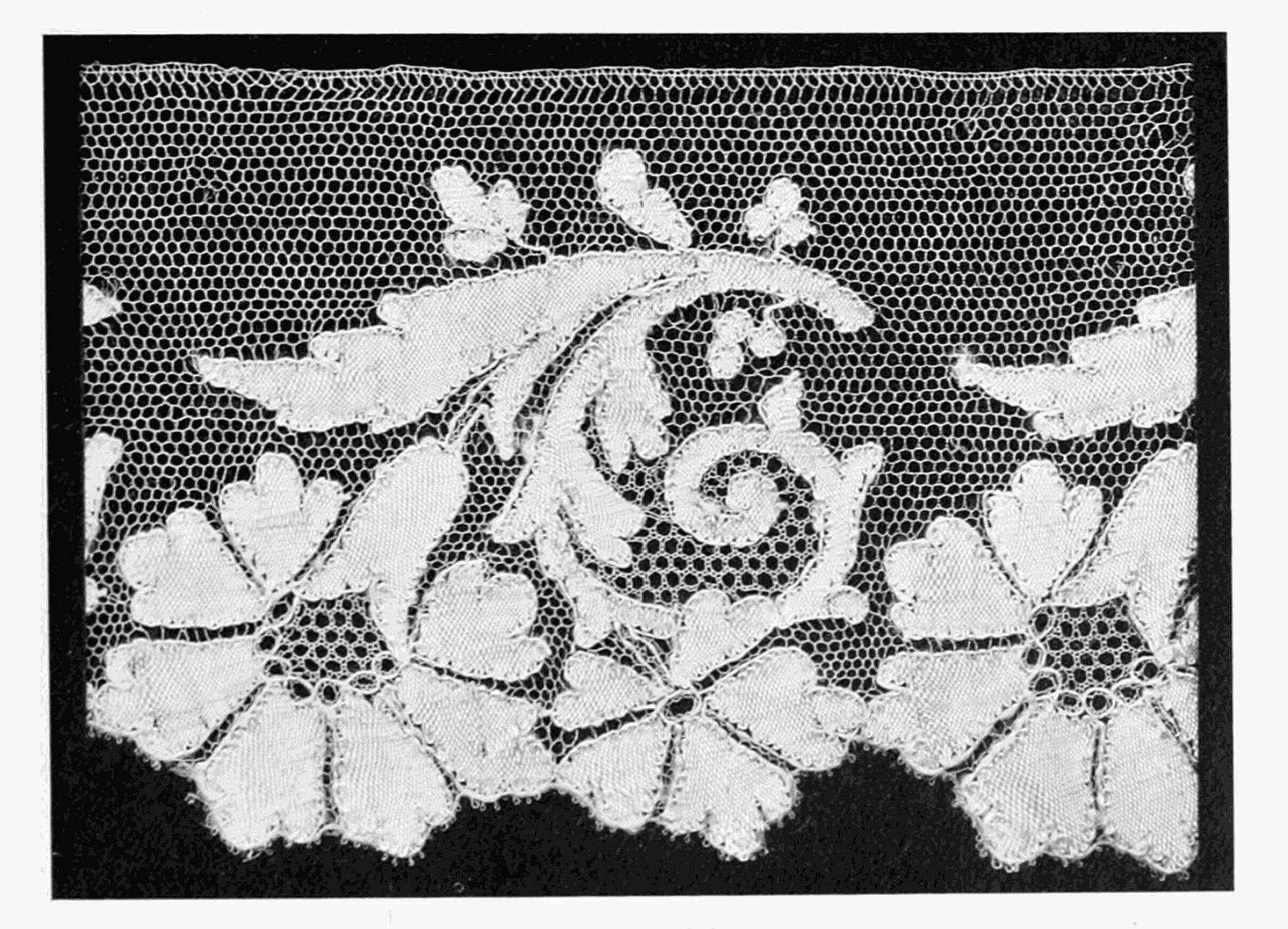
(2)Příklad španělské krajky
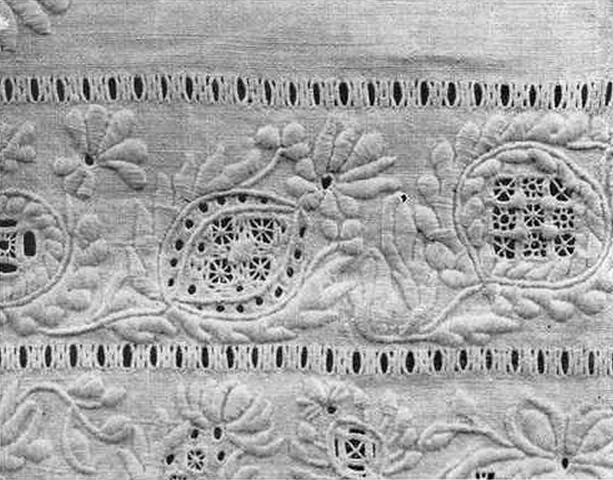
(3)Detail dánské krajky
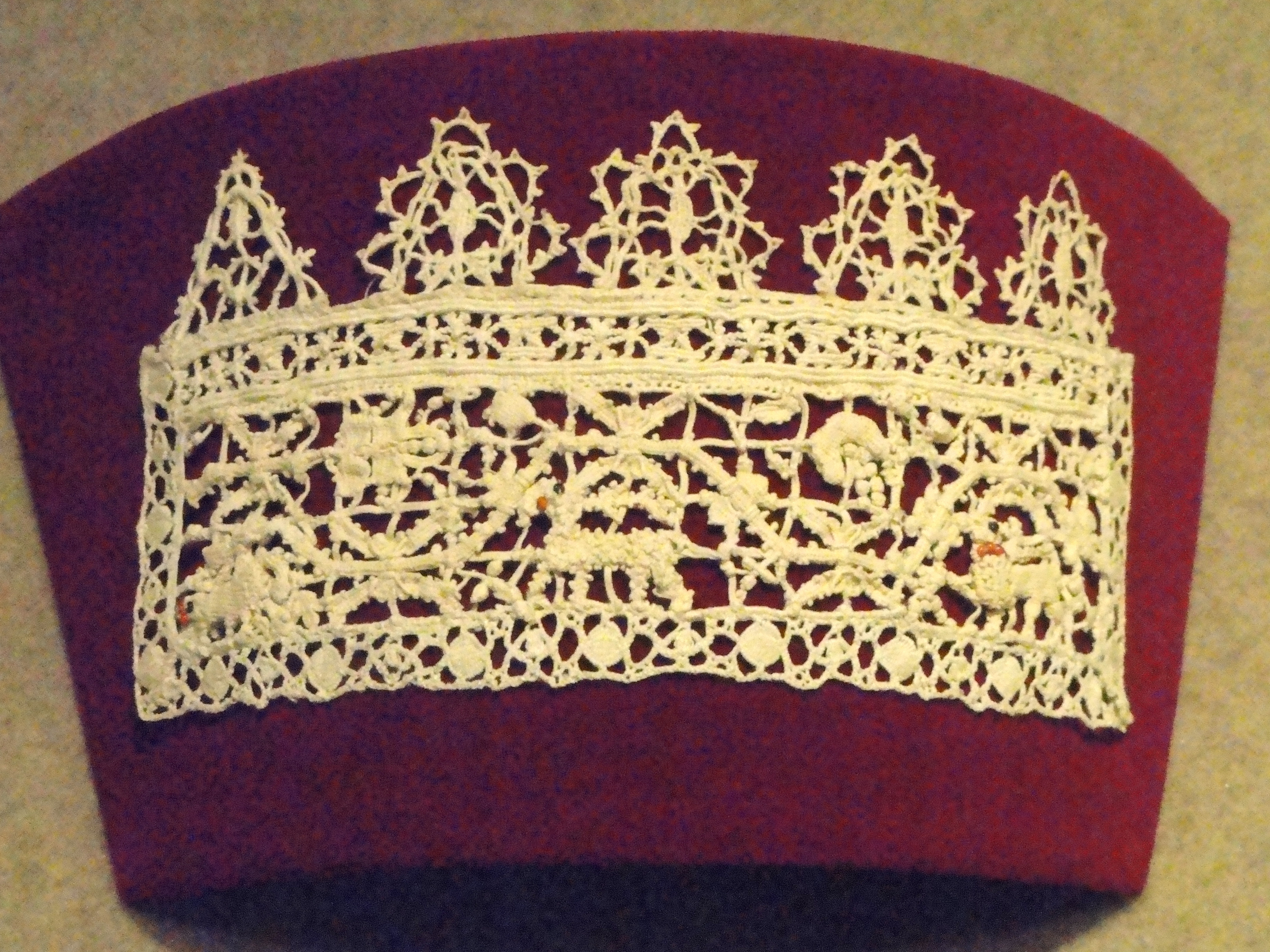
(4)Retičela, šitá krajka ze lněné příze z konce 16. století
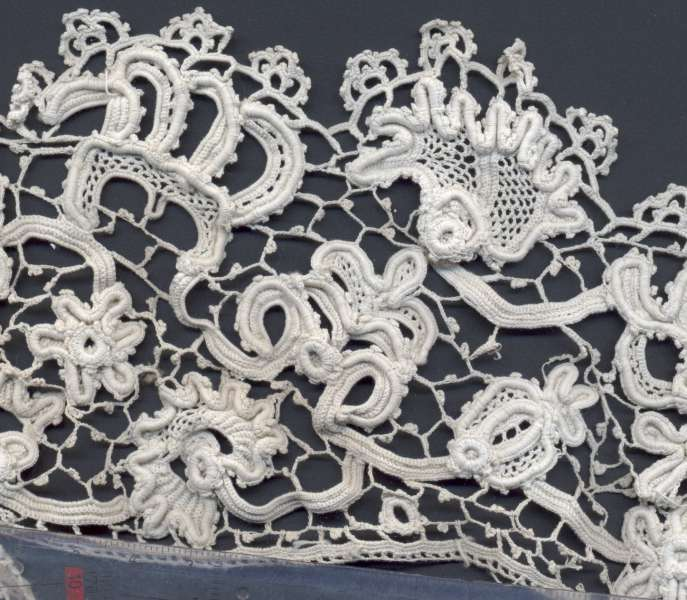
(5)Irská háčkovaná krajka
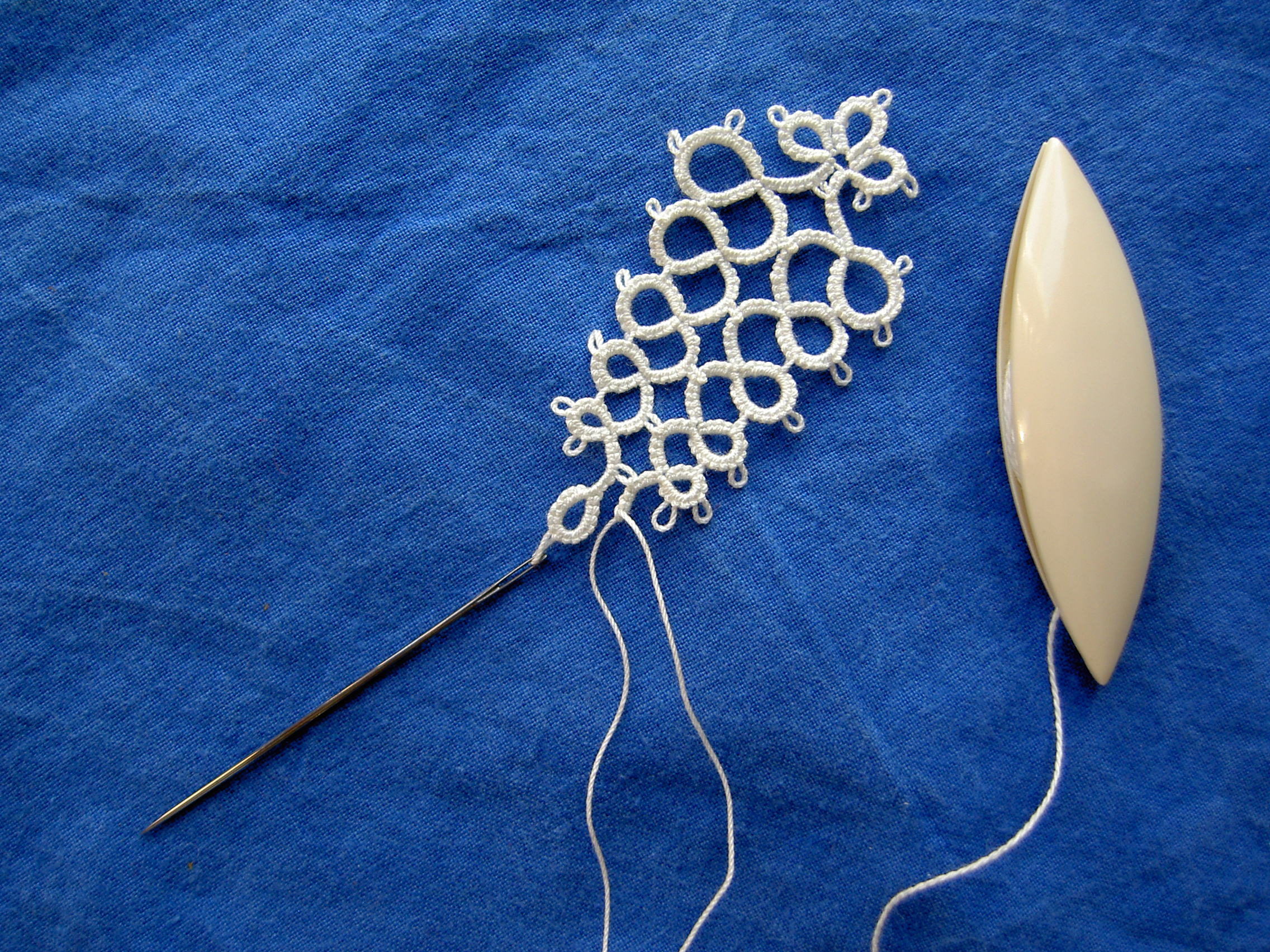
(6)Frivolitka s člunkem a jehlou
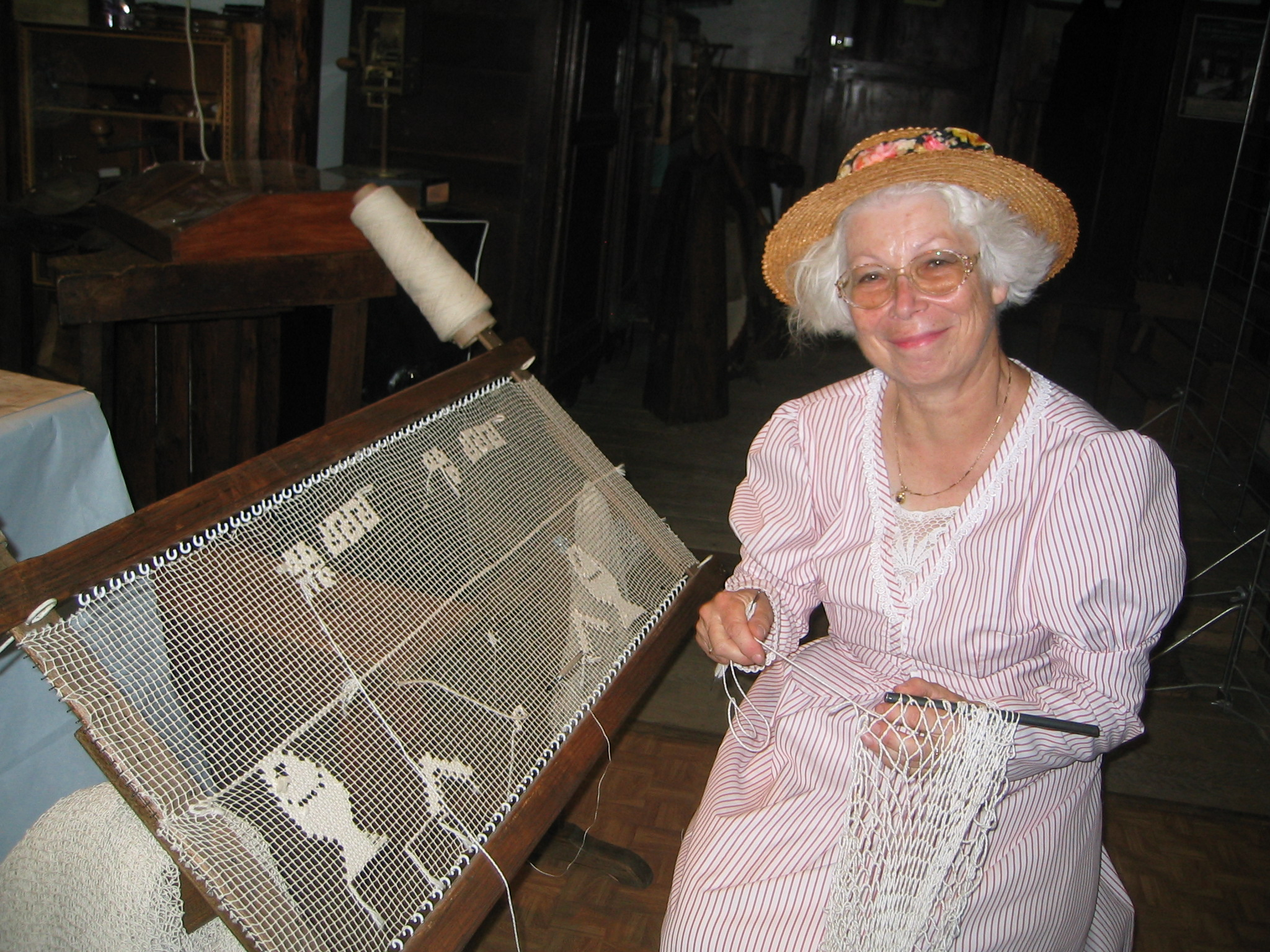
(7)Práce na filetové krajce
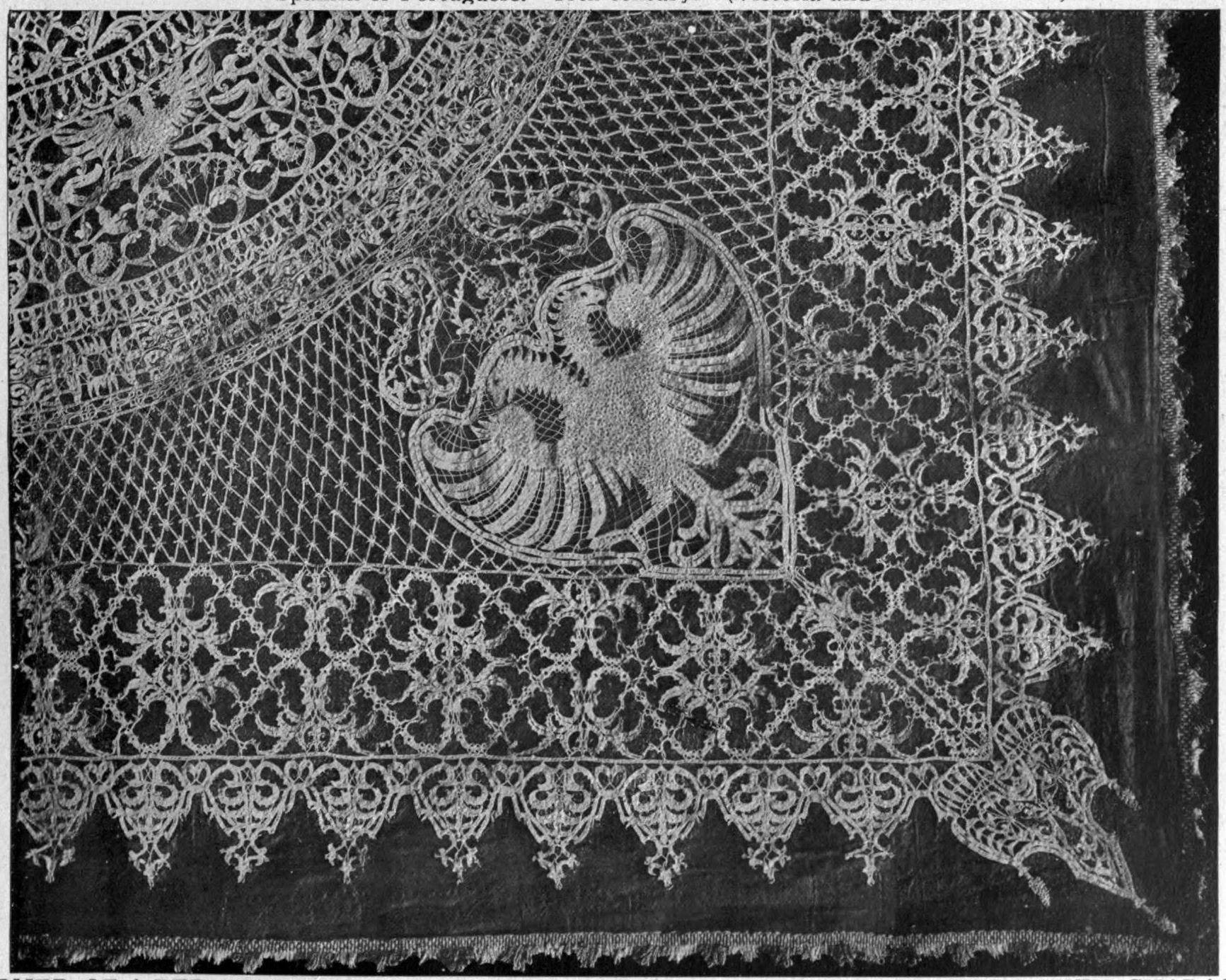
(8)Paličkovaná pásková krajka z počátku 17. století
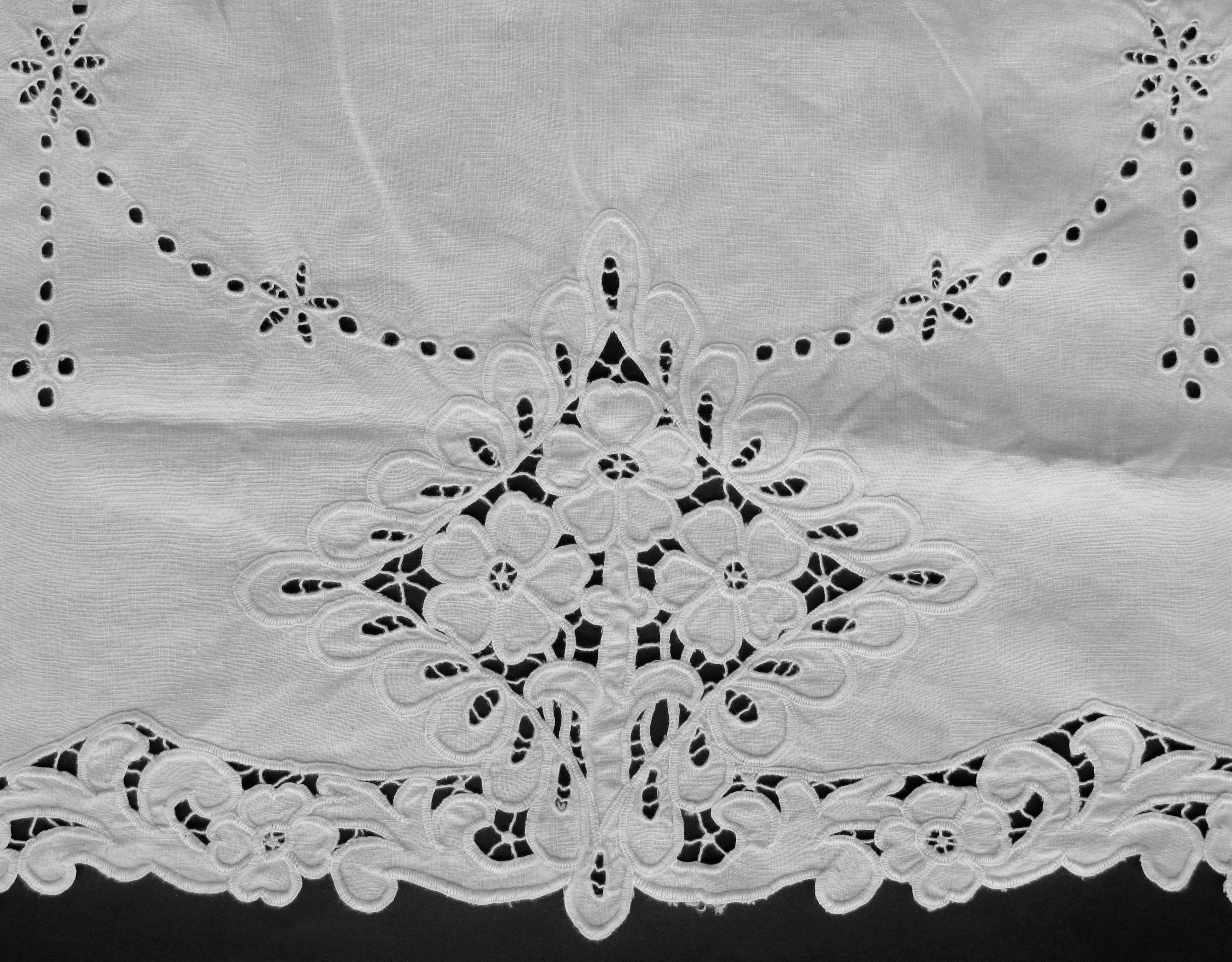
(9)Richelieu, vystřihovaná krajka
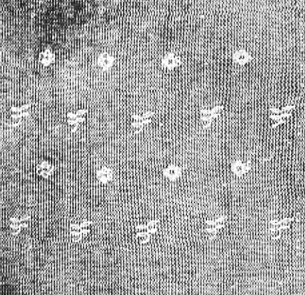
Strojně vyrobená krajka z roku 1769
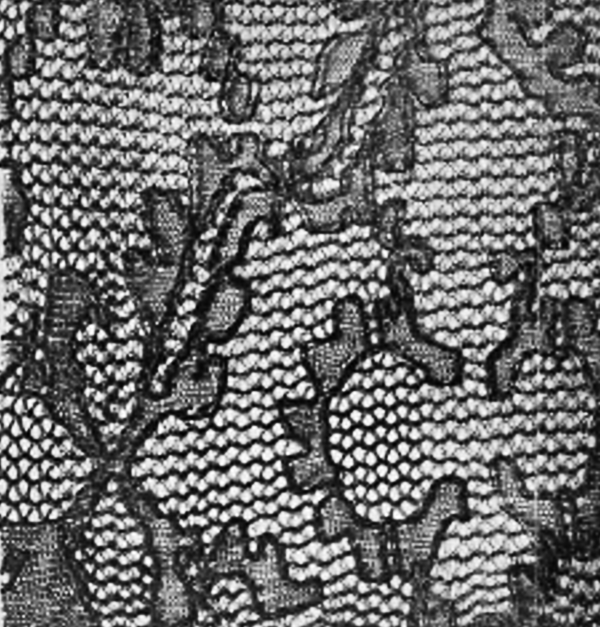
Strojně vyrobená krajka z roku 1771
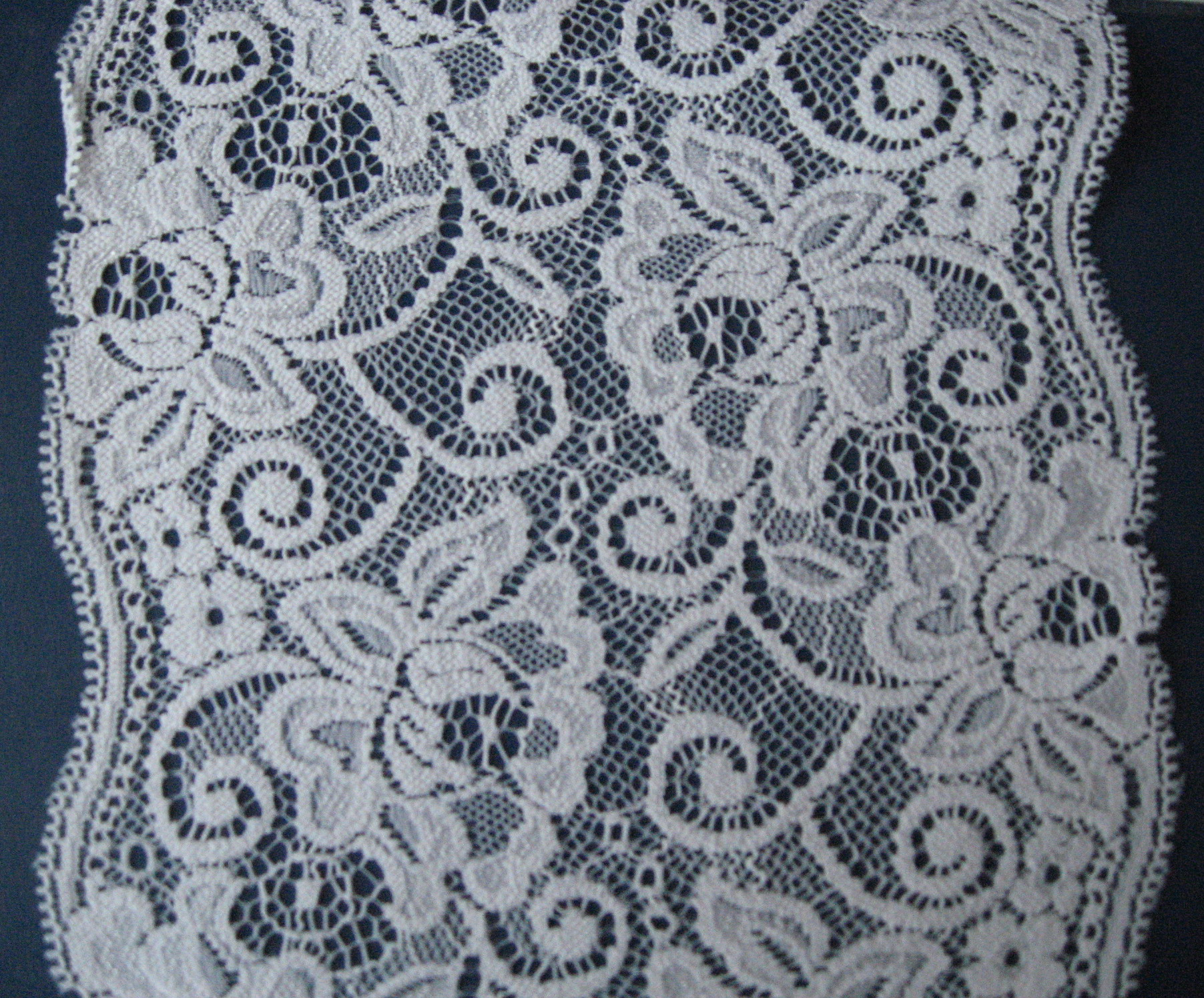
(10)Krajka pletená na rašlu
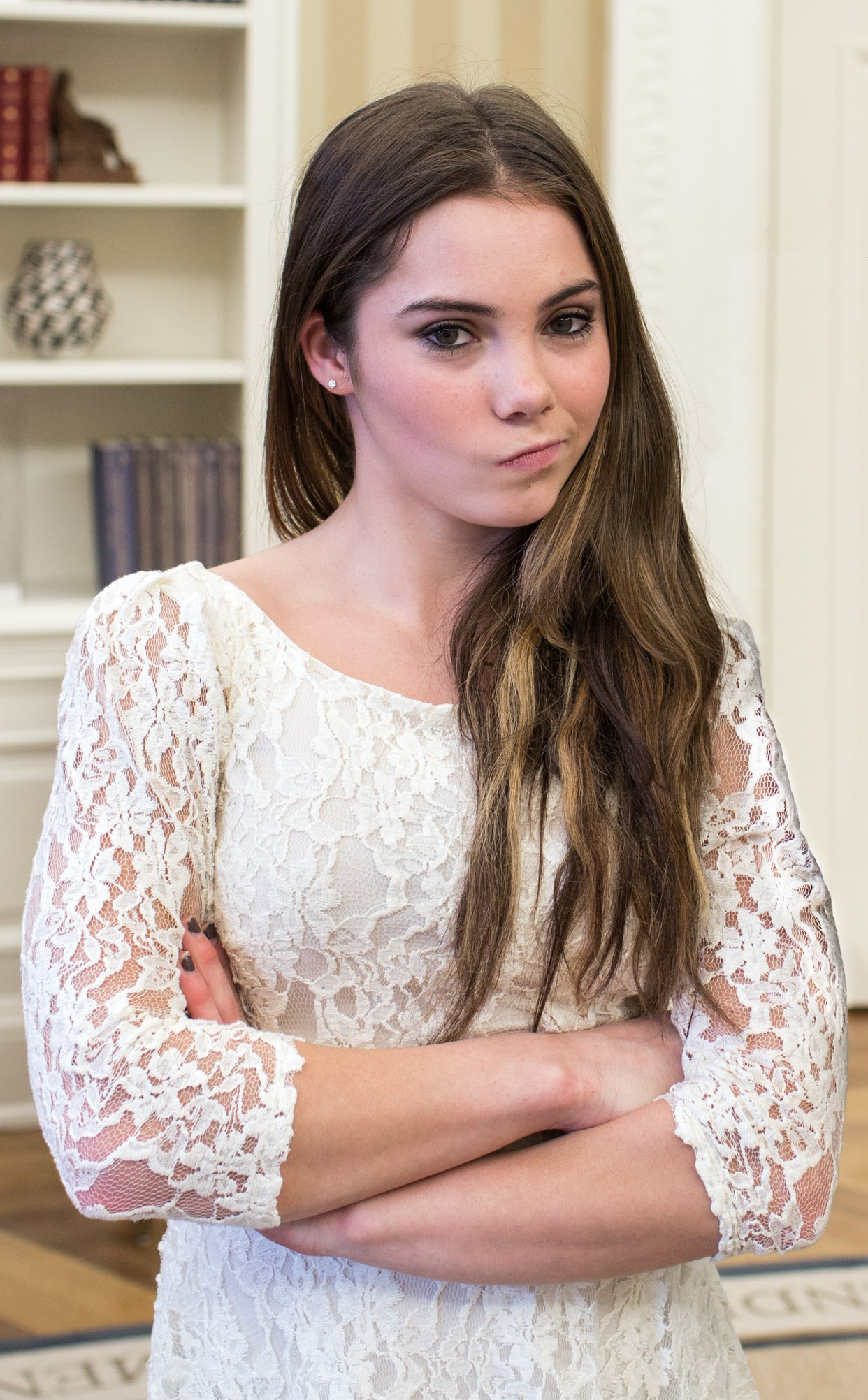
(11)Příklad strojně vyrobené oděvní krajky
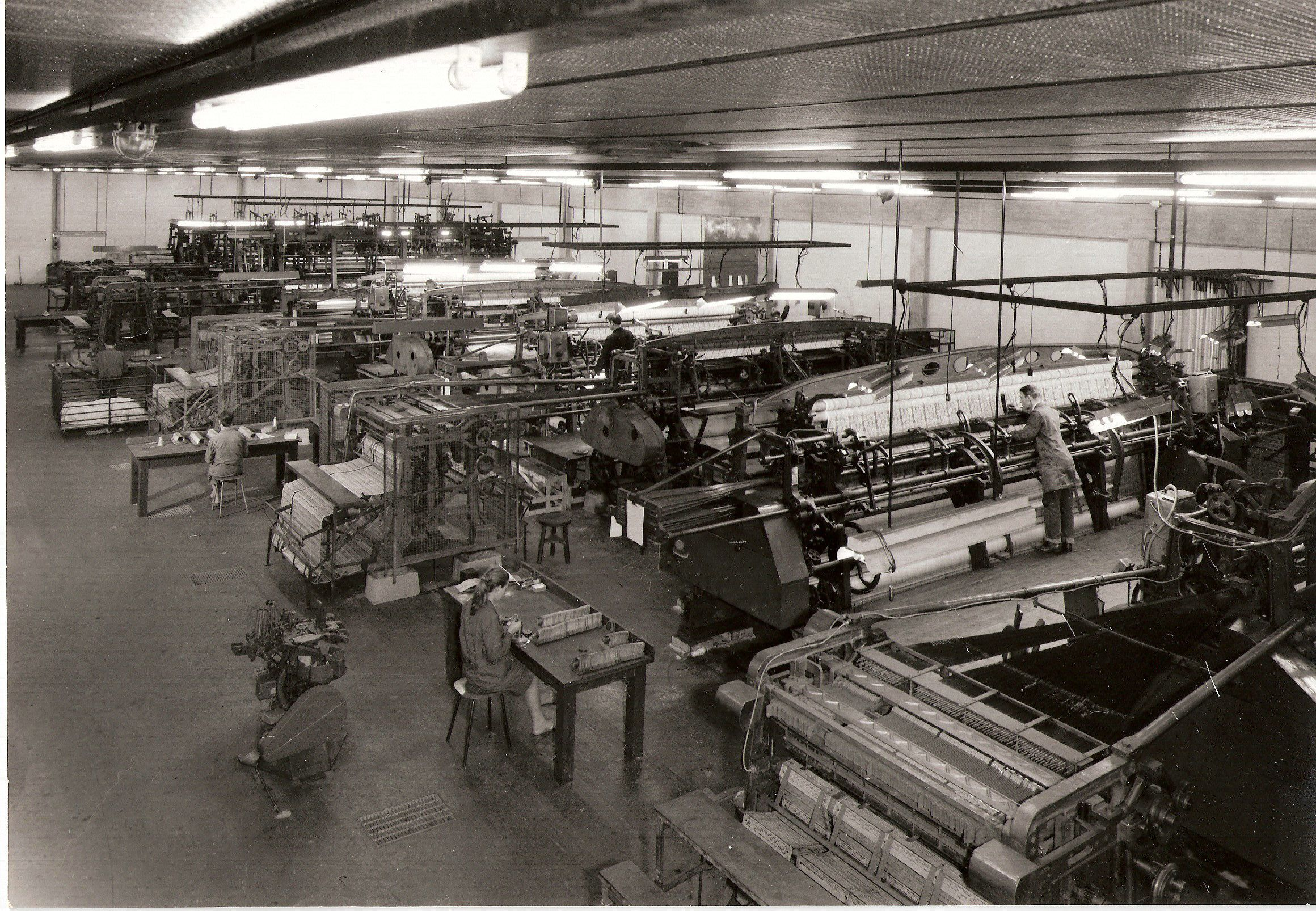
(12)Bobinetové stroje s žakárovým zařízením (v roce 1968)
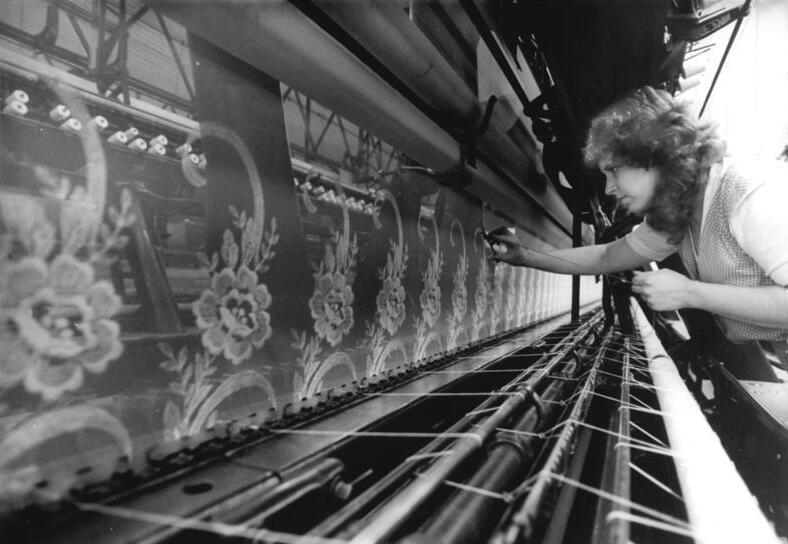
(13)Vyšívací stroj na krajky v NDR v 80. letech 20. století
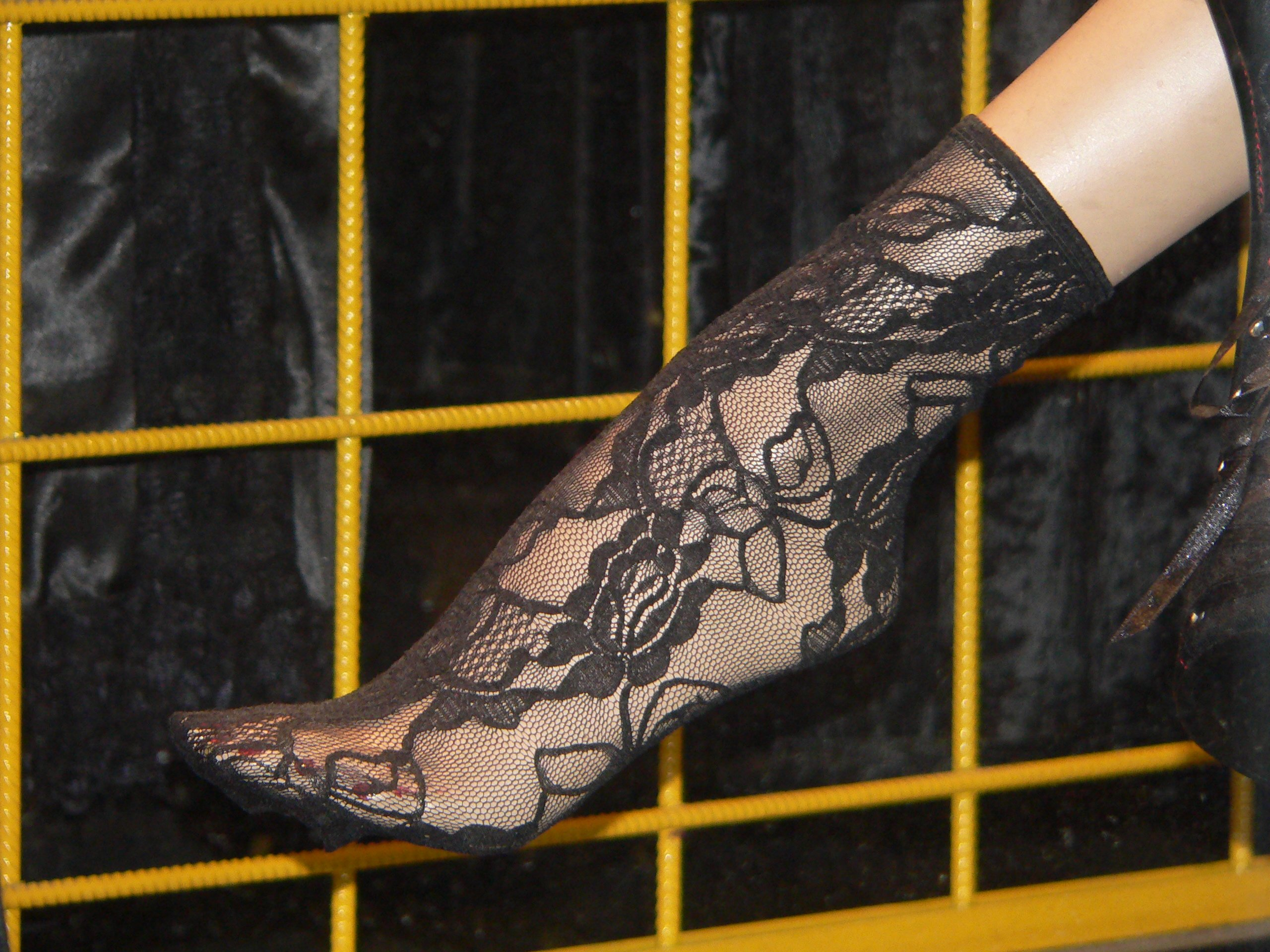
(14)Krajkové ponožky (z roku 2005)
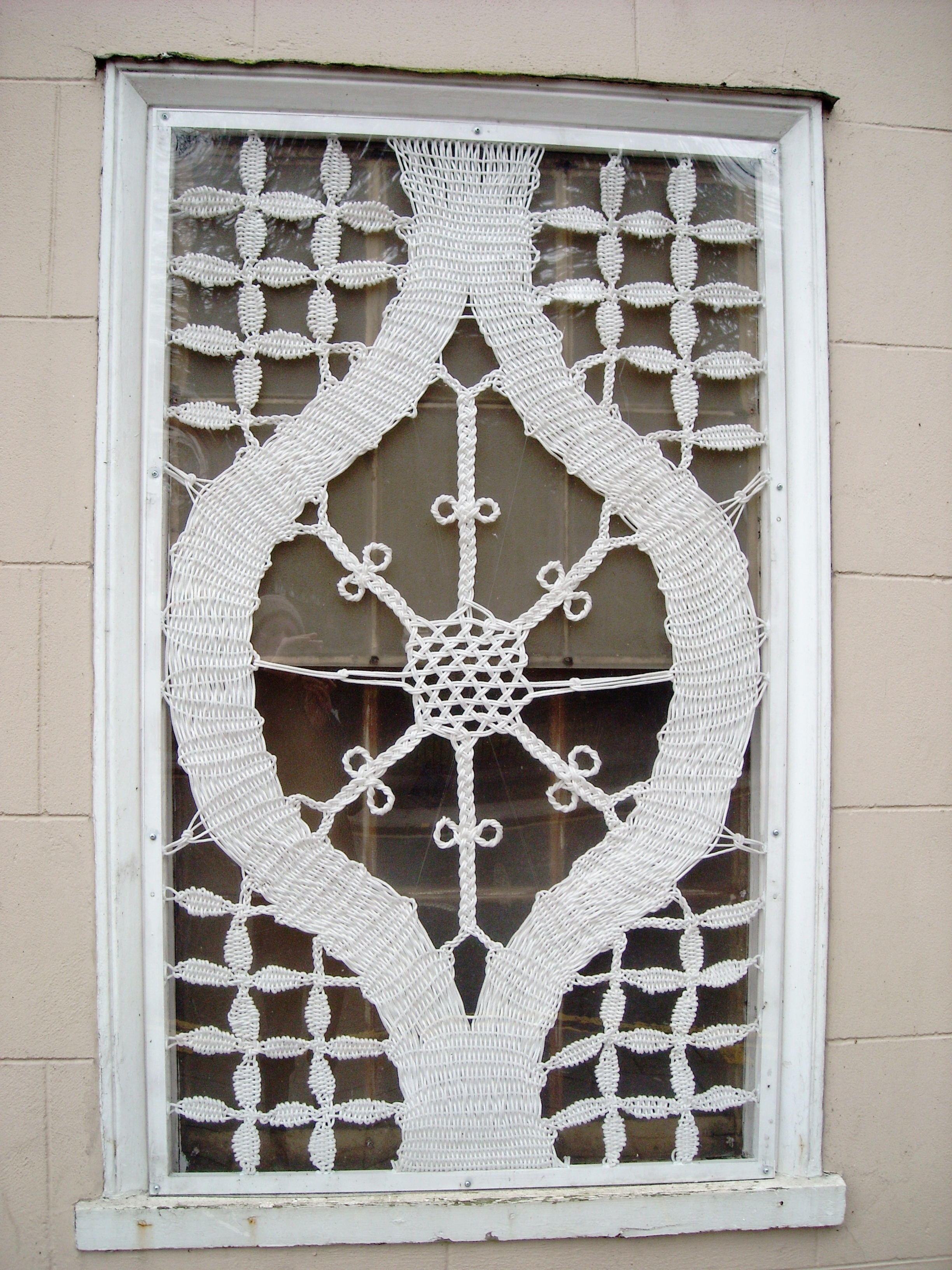
(15)Ozdoba okna s drhanou krajkou